# Lukáš Kovanda
Lukáš Kovanda (* 27. září 1980 Praha) je český ekonom a autor ekonomické literatury, kromě jiného také raný popularizátor bitcoinu a kryptoměn v České republice a duchovní otec první české knihy o bitcoinu. Působí jako hlavní ekonom Trinity Bank a byl členem Národní ekonomické rady vlády, znovuustavené v roce 2020 zejména za účelem boje s ekonomickými dopady šíření nákazy onemocněním covid-19. Působí rovněž jako seniorní socio-ekonomický analytik při OSN, v rámci Rozvojového programu OSN. Kovanda je spoluzakladatelem Institutu ekonomického vzdělávání, který pořádá Ekonomickou olympiádu pro studenty středních škol. Současně je členem „rady moudrých“ ScioŠkoly společnosti Scio a vědeckého grémia České bankovní asociace. Přednáší na Národohospodářské fakultě VŠE a na vysoké škole CEVRO Institut, kromě jiného vlastní předmět Pop-ekonomie.

## Život

### Vzdělání
Vystudoval demografii na Přírodovědecké fakultě UK a ekonomii na Institutu ekonomických studií Fakulty sociálních věd Univerzity Karlovy. Doktorát získal na Národohospodářské fakultě VŠE, kde v současnosti působí. Od roku 2015 je též členem Katedry ekonomie a managementu na vysoké škole CEVRO Institut, kde přednáší kurz Pop-ekonomie. Absolvoval letní ekonomické školy, studijní pobyty či stáže v USA, Itálii, na Novém Zélandu a v Japonsku.

### Žurnalistická činnost
Od roku 2007 spolupracoval s časopisem Týden, nejprve jako ekonomický redaktor, poté coby hlavní ekonomický analytik. V roce 2012 řídil redakci ekonomického týdeníku Profit. V obou časopisech uveřejnil dosud zhruba stovku rozhovorů s významnými světovými ekonomy, včetně řady laureátů Nobelovy ceny (Paul Samuelson, Ronald Coase, John Nash, Robert Solow, Harry Markowitz a další), a s dalšími globálně známými osobnostmi typu Roberta Kiyosakiho či Bjørna Lomborga. Spolupracoval též s deníkem Lidové noviny, a to jako hlavní analytik a komentátor. V současné době přispívá do řady médií, je stálým spolupracovníkem časopisu Reflex, Českého rozhlasu a deníku Echo24.

### Veřejná činnost
V letech 2010 až 2013 byl ředitelem think-tanku Prague Twenty, posléze se stal členem jeho správní rady. Od roku 2014 působí jako ekonomický expert Platformy pro internetovou ekonomiku. Frekventovaně komentuje aktuální ekonomické dění, například v pořadu České televize Hyde Park nebo na videokanálu DVTV. Na rádiu Zet/BBC pravidelně moderoval pořad Tržní okénko; rozhovor v jeho rámci vedl například s laureátem Nobelovy ceny za ekonomii Richardem Thalerem. Moderuje a vystupuje na řadě konferencí s ekonomickou a finanční tematikou, například v květnu 2016 přednášel – společně s lordem Robertem Skidelskym – o základním nepodmíněném příjmu v rámci akce O penězích a lidech v pražském centru DOX. Vystupuje také jako popularizátor ekonomie v cyklu pořadů Matika života internetové televize Stream.cz. V letech 2017 a 2018 byl Kovanda členem expertního týmu poradců prezidentského kandidáta Jiřího Drahoše. 

### Kritika
V průběhu předvolební kampaně v roce 2021 Kovanda šířil nepravdivé informace o programu koalice Pirátů a Starostů. 23. května publikoval v prémiové sekci iDNES.cz, tedy v médiu pod kontrolou bývalého premiéra Babiše, dezinformace o tom, že koalice „zatajuje občanům, že jim za účelem splácení státního dluhu zdaní celoživotní úspory.“[chybí lepší zdroj]

### Další
V roce 2014 úspěšně absolvoval newyorský maratón.
Vystupuje jako zastánce monarchistického zřízení, kdy poukazuje na ekonomické přínosy, například v podobě dlouhodobější stability, úspory zrušením prezidentských voleb a pozitivního vlivu popularity královských rodin na turistický ruch.

## Odborná publikační činnost

### Vědecké články
- Kritický realismus: ontologická báze postkeynesovské ekonomie. Politická ekonomie 5/2010
- Ekonomie budoucnosti: čtyři možné scénáře. Politická ekonomie 6/2011
- Taktické omyly ekonomů rakouské školy při dobývání ortodoxie. Politická ekonomie 3/2013
- Stane se finanční krize milníkem v metodologii ekonomie?. Acta Oeconomica Pragensia 4/2014
- Složila finanční krize „labutí píseň“ pozitivistické ekonomii?. Teorie vědy 4/2014
- Deflace, odklad spotřeby a hospodářské krize: rétorika centrálních bank vs. ekonomická literatura. Politická ekonomie 3/2017 (spoluautor: Martin Komrska)

### Knihy
- Příběh dokonalé bouře a hovory (nejen) s laureáty Nobelovy ceny o finanční krizi, Mediacop. Praha 2009 (dotisk: 2010)
- Příběh dluhové smršti a hovory (nejen) s laureáty Nobelovy ceny o dopadech finanční krize, Mediacop. Praha 2011
- Prečo je vzduch zadarmo, Nadácia F. A. Hayeka. Bratislava 2011
- Proč je vzduch zadarmo a panenství drahé, BizBooks. Brno 2012 (2. vydání: 2012)
- Proč si ženy přitažlivost koupit nemohou, a muži ano, Brána. Praha 2013
- Šťastie je krásna vec..., Premedia. Bratislava 2014
- Koupě bytu pod lupou aneb Jak úspěšně vybrat, financovat a koupit byt, Ekospol. Praha 2014 (spoluautor: Evžen Korec)

### Odborná redakce překladů knih
- Wolf, Martin Posuny a otřesy: Ponaučení z finanční krize, Universum. Praha 2016
- Stiglitz, Joseph Euro: Společná měna jako hrozba pro budoucnost Evropy, Universum. Praha 2017